# Elastomery
Elastomery – to polimerowe tworzywa sztuczne lub naturalne, które cechuje zdolność do odwracalnej deformacji pod wpływem działania sił mechanicznych, z zachowaniem ciągłości ich struktury. Elastomery to szersza grupa materiałów niż gumy, które stanowią tylko jedną z klas elastomerów.

## Właściwości
Elastomer posiada zdolność zmiany w szerokim zakresie swoich wymiarów w momencie, gdy jest poddawany naprężeniom rozciągającym, ścinającym lub ściskającym. Po odciążeniu następuje powrót do poprzednich wymiarów. Np: niektóre rodzaje gum opartych na kauczukach silikonowych można rozciągnąć o 1000% pierwotnych wymiarów bez zerwania.
Zdolność elastomerów do zmiany wymiarów wynika z ich specyficznej budowy chemicznej. Elastomery są usieciowanymi polimerami amorficznymi, które posiadają niską temperaturę zeszklenia, dużo poniżej temperatury pokojowej. 
Łańcuchy polimerów w temperaturze powyżej zeszklenia posiadają zdolność tzw. ruchów segmentalnych, które polegają na skoordynowanej zmianie konformacji grup 3-5 merów. Dzięki możliwości wykonywania ruchów segmentalnych łańcuchy polimerów mogą pod wpływem zewnętrznych naprężeń ulegać deformacjom co powoduje zmianę wymiarów zbudowanych z nich materiałów. Ze względu na to, że wymuszone "prostowanie się" łańcuchów polimerów jest związane ze spadkiem entropii wynikającymi ze wzrostu stopnia uporządkowania całego układu, w momencie gdy naprężenie przestaje działać na elastomer, łańcuchy polimerów zaczynają się samorzutnie "skręcać", wykonując potrzebne do tego ruchy segmentalne, tak aby cały układ osiągnął możliwie jak najwyższą entropię. "Prostowanie" łańcuchów polimerów powoduje zmianę wymiarów zbudowanego z nich materiału, zaś "skręcanie" powrót do poprzedniego stanu.
Aby elastomer pozostawał ciałem stałym w temperaturze pokojowej i posiadał odpowiednio wysoką odporność na zerwanie, między jego cząsteczkami muszą występować odpowiednio silne, ale nie za silne oddziaływania, które zapewniają jego ciągłość w trakcie zmian wymiarów pod wpływem naprężeń mechanicznych. Gdy oddziaływania między cząsteczkami są za słabe materiał będzie rozciągliwy, ale nie będzie posiadał zdolności powrotu do poprzednich rozmiarów, będzie więc przypominał swoim własnościami plastelinę. Gdy oddziaływania te są za silne, materiał traci zdolność do zmiany wymiarów z zachowaniem własnej ciągłości.
Odpowiednio silne oddziaływania między cząsteczkami elastomerów osiąga się poprzez:
- niezbyt gęste usieciowanie chemicznie, zwane wulkanizacją – w wyniku czego otrzymuje się materiały elastyczne, ale nietopliwe i nierozpuszczalne – czyli gumy
- tworzenie warunków do powstania odpowiednio silnych oddziaływań międzycząsteczkowych, takich jak słabe wiązania wodorowe lub siły van der Waalsa – materiały takie są topliwe i rozpuszczalne – nazywane są one elastomerami lanymi lub elastoplastami.